# Anomalosiphum mendeli
Anomalosiphum mendeli är en insektsart som beskrevs av Quednau och Martin 2006. Anomalosiphum mendeli ingår i släktet Anomalosiphum och familjen långrörsbladlöss. Inga underarter finns listade i Catalogue of Life.